# Avoparcina

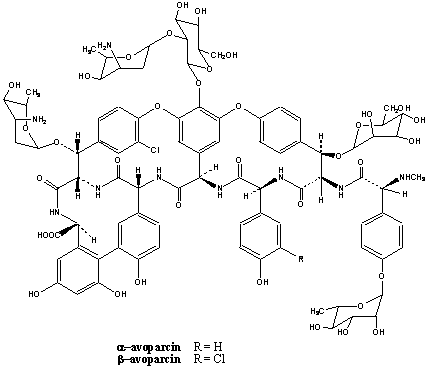
Avoparcin

A avoparcina é um peptidoglicano antibiótico com peso molecular maior que 1900 kDa. Seu espectro de ação é sobre bactérias Gram-positivas. É obtido a partir da fermentação de uma cepa de Streptomyces candidus.

## Indicações
É utilizado como promotor do crescimento e engorda em pintos, porcos, bezerros e potros. No Brasil o uso como promotor de crescimento foi proibido pelo Ofício Circular DFPA n° 047 de 1998 expedido pelo Ministério da Agricultura. Também é utilizado na prevenção de enterite necrótica (Clostridium perfringens) em pintos.

## Interdição
O Avoparcin, anteriormente fabricado pela Roche e Cyanamid, hoje tem sua comercialização proibida, por sua configuração molecular ser análoga à Vancomicina, que vinha causando resistência antibiótica em Enterococcus.
O Avoparcin tem sua aplicação e comercialização proibida na Comunidade Europeia, Austrália entre outros.